# ピワ県

ピワ県

ピワ県（ピワけん、ポーランド語: Województwo pilskie）は、1975年から1998年まで存在したポーランドの県（行政区画・地方行政単位）である。1999年1月1日の地方行政区画の改正にともないヴィエルコポルスカ県となった。県都はピワ（Piła）。

## 主要都市（人口は1995年時点）
- ピワ（75,700人）
- バウチュ（27,000人）
- ボングロビエツ （24,100人）
- ホジェシュ（20,400人）